# Xangelina heteroloba
Xangelina heteroloba är en tvåvingeart som beskrevs av Mitsuhiro Sasakawa 2003. Xangelina heteroloba ingår i släktet Xangelina och familjen lövflugor.
Artens utbredningsområde är Laos. Inga underarter finns listade i Catalogue of Life.